# Municipio de Monroe (condado de Putnam, Indiana)
El municipio de Monroe (en inglés: Monroe Township) es un municipio ubicado en el condado de Putnam en el estado estadounidense de Indiana. En el año 2010 tenía una población de 1569 habitantes y una densidad poblacional de 17,52 personas por km².

## Geografía
El municipio de Monroe se encuentra ubicado en las coordenadas 39°44′0″N 86°50′50″O / 39.73333, -86.84722. Según la Oficina del Censo de los Estados Unidos, el municipio tiene una superficie total de 89.53 km², de la cual 89,53 km² corresponden a tierra firme y (0 %) 0 km² es agua.

## Demografía
Según el censo de 2010, había 1569 personas residiendo en el municipio de Monroe. La densidad de población era de 17,52 hab./km². De los 1569 habitantes, el municipio de Monroe estaba compuesto por el 98,15 % blancos, el 0,19 % eran afroamericanos, el 0,06 % eran amerindios, el 0,51 % eran asiáticos, el 0,13 % eran de otras razas y el 0,96 % eran de una mezcla de razas. Del total de la población el 0,25 % eran hispanos o latinos de cualquier raza.